# Prčanj

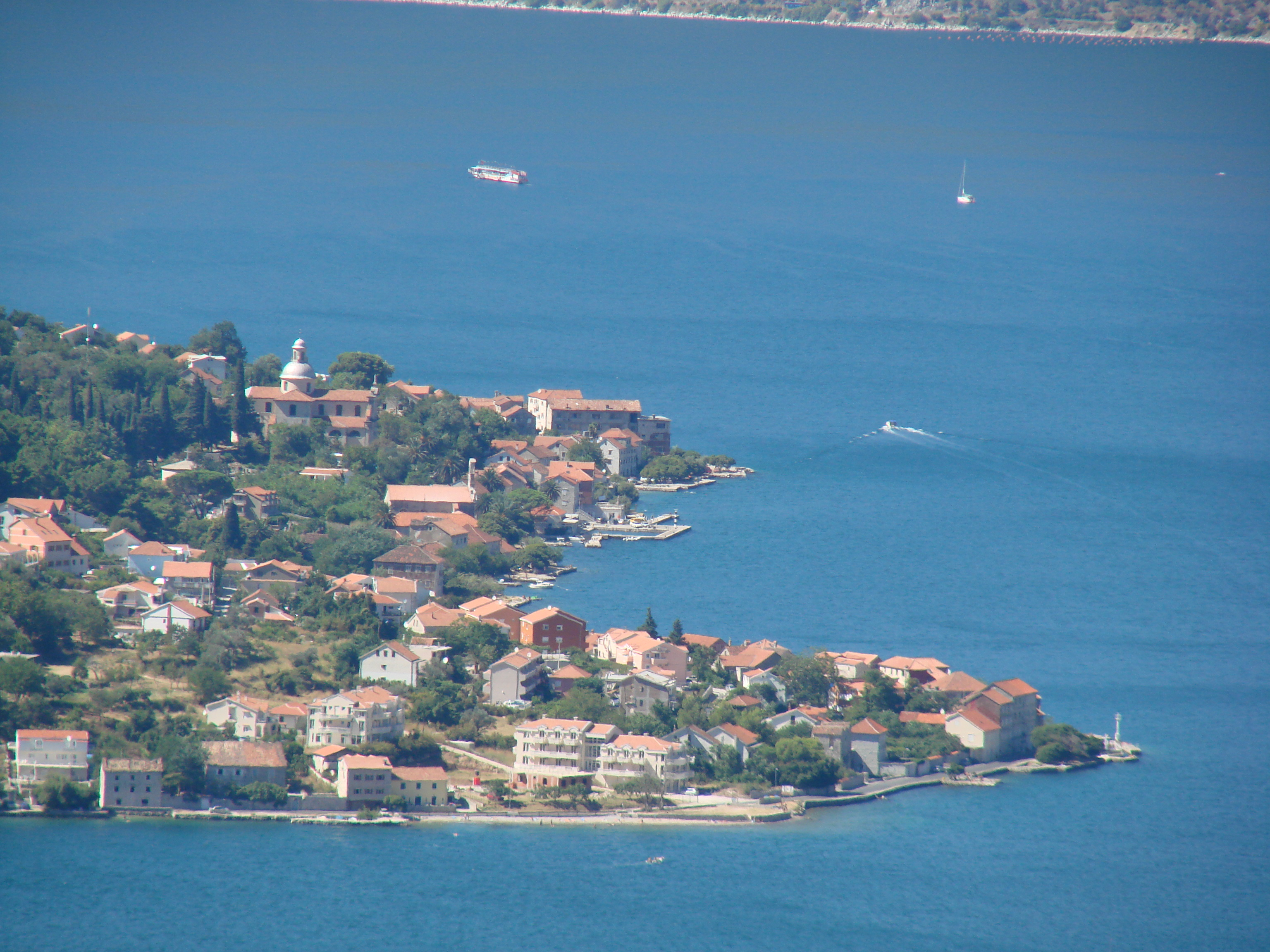
Prčanj

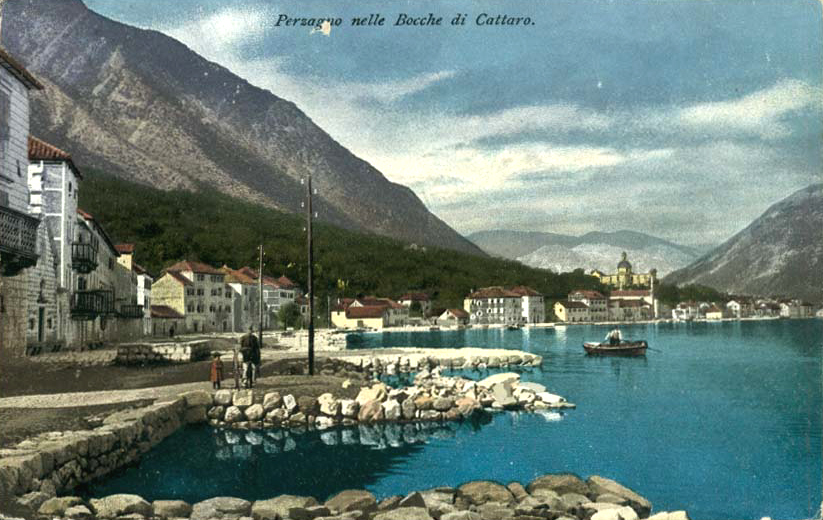
Prčanj 1912

Prčanj (kyrillisch Прчањ, italienisch Perzagno) ist eine kleine Stadt in der Bucht von Kotor in Montenegro. Nach der Volkszählung von 2011 hat der Ort eine Bevölkerung von 1.228 Einwohnern (2003: 1.244).
Sie liegt 5 km westlich von Kotor, gegenüber von Dobrota und zwischen den Siedlungen Muo und Stoliv. Prčanj war bis zum Fall der Republik Venedig 1797 eines der wichtigsten maritimen Zentren an der südlichen Adria.

## Sehenswürdigkeiten
Der Wohlstand im 17. und 18. Jahrhundert wird auch durch die Architektur Prčanj bezeugt: Die Stadt am Wasser besteht aus einer langen Reihe von Steinvillen mit einheitlich schönen Fassaden, nur getrennt durch Gärten und Olivenhaine.
Das beeindruckendste Beispiel der architektonischen Leistung in Prčanj ist wohl die Kirche Geburt der Jungfrau Maria. Ihre Größe und Imposanz scheint in keinem Verhältnis zur Zahl der wenigen Einwohner zu stehen.
An dem Gotteshaus wurde 120 Jahre (1789–1909) nach Vorgaben des venezianischen Architekten Bernardino Maccaruzzi gebaut. Die Kirche besitzt eine monumentale barocke Fassade mit korinthischen und dorischen Säulen und zeigt eine Sammlung von Malereien und Skulpturen, darunter Werke von Piazzetta, Tiepolo, Balestra, Meštrović und zahlreichen anderen Künstlern.
Weitere Sehenswürdigkeiten sind die orthodoxe St. Triphon-Kirche und ein Schifffahrtsmuseum.